# Parco archeologico e paesaggistico di Catania e della Valle dell'Aci
Il Parco archeologico e paesaggistico di Catania e della Valle dell'Aci è stato istituito dalla Regione Siciliana nell'aprile del 2019 (operativo con la L.r. 20/2000) dalla fusione di due parchi, già perimetrati nel 2014: il Parco archeologico greco-romano di Catania e il Parco archeologico e paesaggistico della Valle dell'Aci.
Il Parco prende la gestione dei seguenti siti dipendenti:
- Museo regionale interdisciplinare di Catania "Casa Bonanno"
- Santa Maria La Vetere in Militello Val di Catania
- Zona archeologica Nunziatella in Mascali
- Area Basilica di Monte Po a Catania
- Terme della Rotonda
- Terme dell'Indirizzo
- Antiquarium e museo di Casa Liberti
- Casa Museo Verga
- Museo della Ceramica di Caltagirone (zone archeologiche Castellitto in Ramacca, Rocchicella Paliké a Mineo)
- Area archeologica e Museo di Adrano
- Area Archeologica e Antiquarium delle mura Dionigiane, Dongione Normanno di Adrano
- Area archeologica, Antiquarium e terme di Santa Venera al Pozzo in Aci Catena
- Chiesa San Francesco Borgia
- Museo Archeologico regionale di Centuripe
- Area archeologica di Centuripe
- Anfiteatro romano di Catania
- Teatro greco-romano di Catania
- Odeon (Catania)

Precedentemente con la denominazione di Parco archeologico greco-romano di Catania (nome completo Parco archeologico greco romano di Catania e delle aree archeologiche dei comuni limitrofi) era stato ideato con D.D.G. n. 1513 del 12.07.2010 e comprendeva aree archeologiche e museali site per la maggior parte nella città di Catania.

## Finalità
Il parco si occupa di ricerca, manutenzione, valorizzazione e fruizione di circa un centinaio fra siti e monumenti archeologici, nonché della tutela di diverse migliaia di reperti, tra cui le migliaia di reperti della stipe votiva di piazza San Francesco. Tra i siti gestiti nel territorio comunale di Catania quelli la cui apertura al pubblico è garantita con orari regolari sono l'anfiteatro, il teatro, l'odeon, le terme della Rotonda.
Sono ancora soggetti a lavori per la fruizione le terme dell'Indirizzo, mentre altre aree archeologiche quali il foro o il cosiddetto Ipogeo Quadrato sono visitabili su prenotazione. Per garantire la fruizione dei reperti archeologici trovati a Catania sono state realizzate due sezioni espositive, Casa Pandolfo e Casa Libérti, entrambe ospitate presso il teatro romano e costituenti l'antiquarium regionale del Teatro romano.